# Zornella
Zornella là một chi nhện trong họ Linyphiidae.